# La Ermita templom (Cali)
A La Ermita templom vagy Fájdalmas Anya templom a kolumbiai Cali egyik jellegzetes építménye, a turisták kedvelt célpontja.

## Története
A jelenlegi templom elődjéről már 1602-ből van feljegyzés, valószínűleg 1590 táján épülhetett, azonban ki volt téve a Cali folyó áradásainak, ezért 1678-ban új, biztonságosabb helyen új templomot építettek helyette. Ez az új hely sem volt viszont teljesen védett a folyóval szemben,
ezért amikor 1741-ben González de Mendoza a városba látogatott, elrendelte, hogy a folyómedret védfalak építésével tereljék kissé odébb. Erre a célra Sanjurjo Montenegro 600 pesót hagyott végrendeletében, így 1751-ben a védfal meg is épülhetett. Egy Farfán nevű festő olajfestményéről kiderül, hogy a templom alakja ekkor olyan volt, hogy egyik sarka 45 fokos szögben le volt „vágva”. Ez a templom 1925-ben egy földrengésben semmisült meg, így ismét újat kellett építeni: ennek terveit Pablo Emilio Páez mérnök készítette a Ferrocarril del Pacífico vasúttársaság igazgatójának, Alfredo Vásquez Cobónak a megbízásából. Az építkezés az 1940-es évek elején fejeződött be.
A templom felépítése után a közeli Coltabaco-épülettel, az Ortiz híddal, az Edificio Gutiérrezszel és a Hotel Alférez Reallal együtt a városkép meghatározó elemévé vált, azonban az 1970-es évekre a Gutiérrez és a szálloda lebontásával az építészeti egyensúly megbomlott, a templom egyedül maradt. Ezért az 1980-as években kialakították mellette a Parque de los Poetas nevű parkot. 1993-ban pályázatot írtak ki, hogy rendbe tegyék a szálloda lebontásával láthatóvá vált épületrészt, de a SomosArquitectura győztes pályázata, amely fákkal sűrűn betelepítette volna ezt a részt, végül nem valósult meg.

## A templom
A Cali folyó déli partján, a Parque de los Poetas park északkeleti részén, az Ortiz híd közelében található, stílusa neogótikus. Itáliából származó márványoltára a 18. században készült. Zenélő órája és az üvegablakok Amszterdamban készültek, míg a vasajtókat 1973-ban gyártották Caliban. A benne található képek mintegy három évszázad során készültek: megtalálható köztük a Fájdalmas Szűzanya, Szent Rókus, Szent József és az úgynevezett „cukornád Krisztusa” is.

## Képek

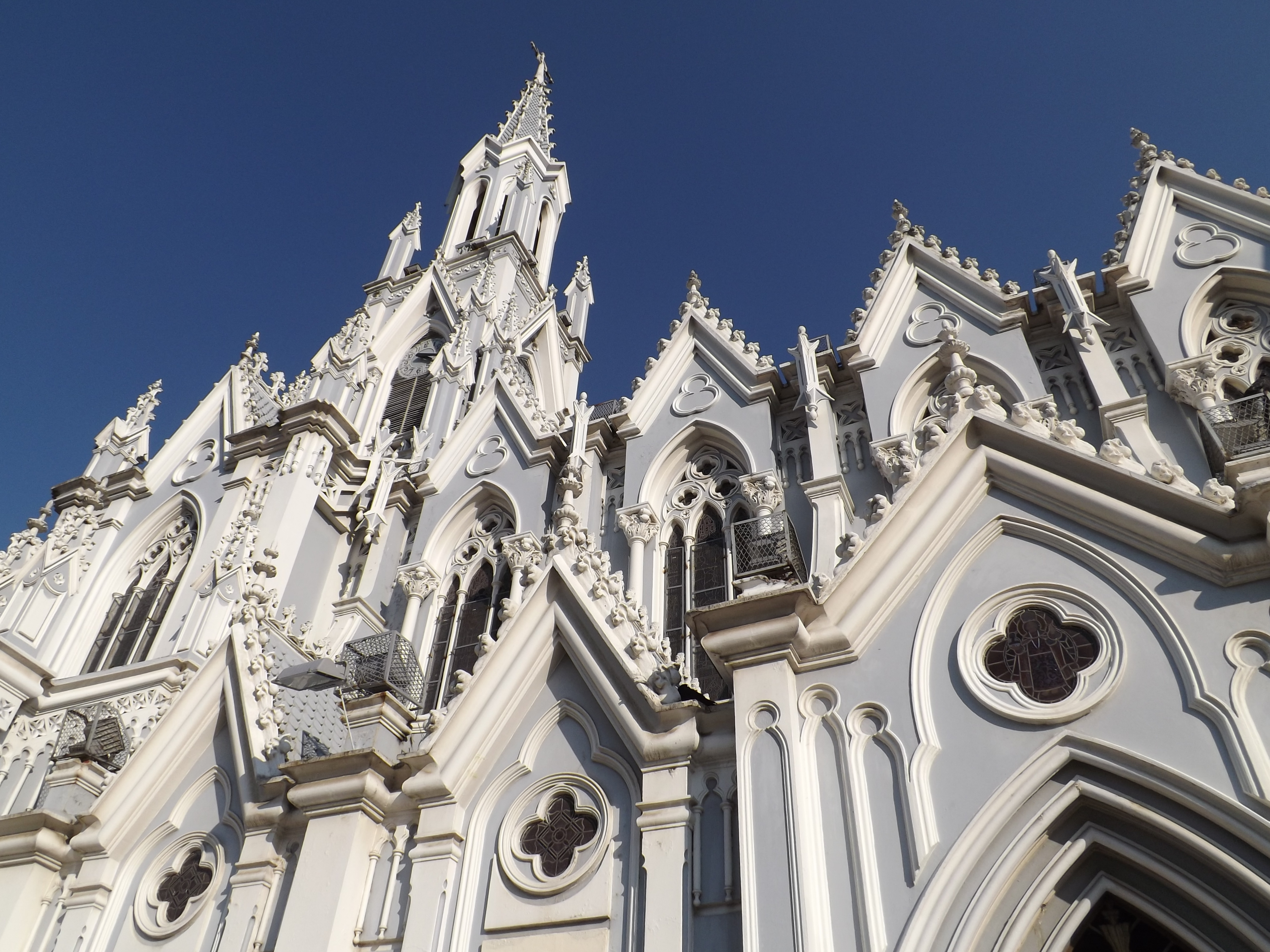
Részletek
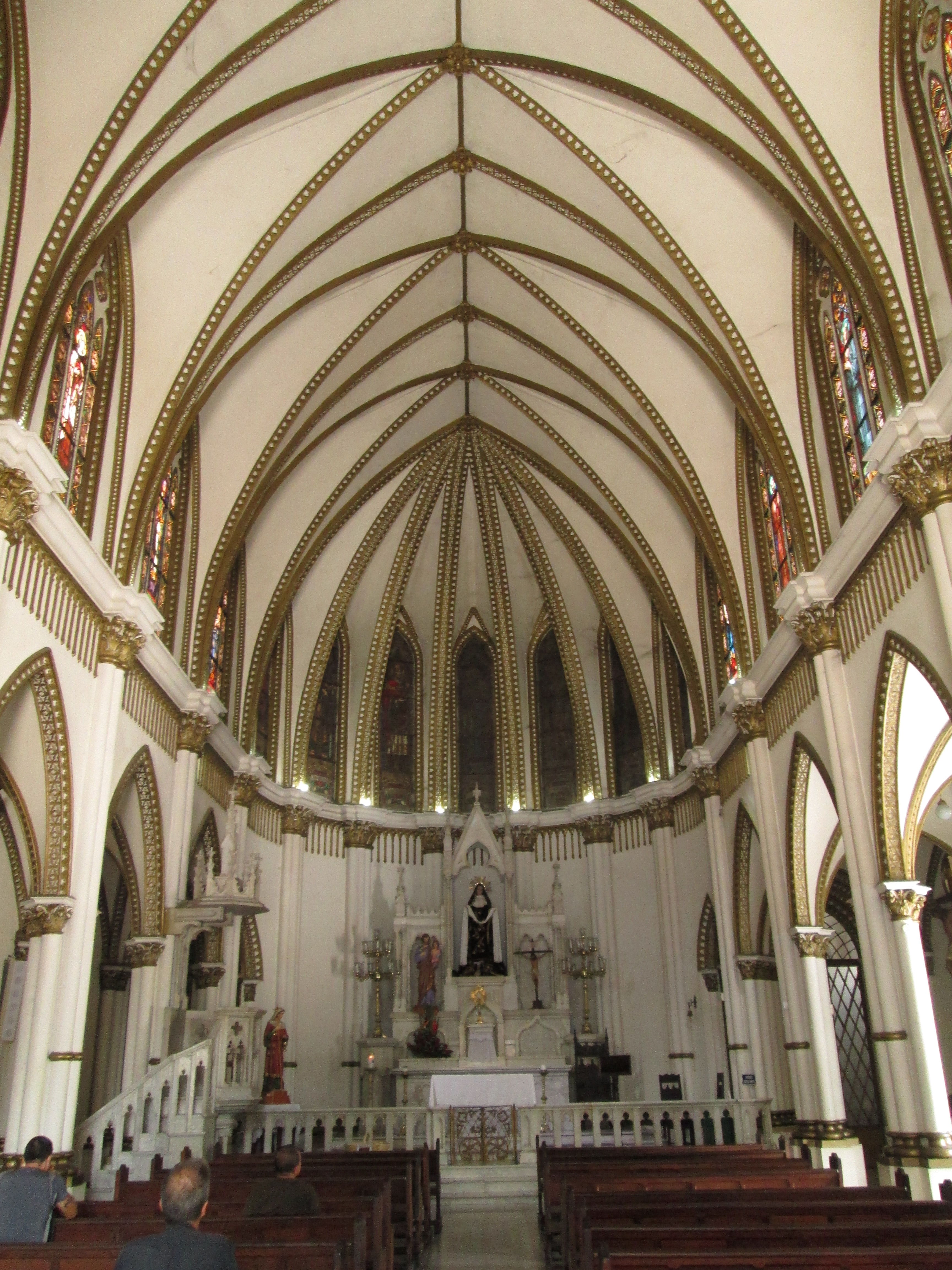
Templombelső
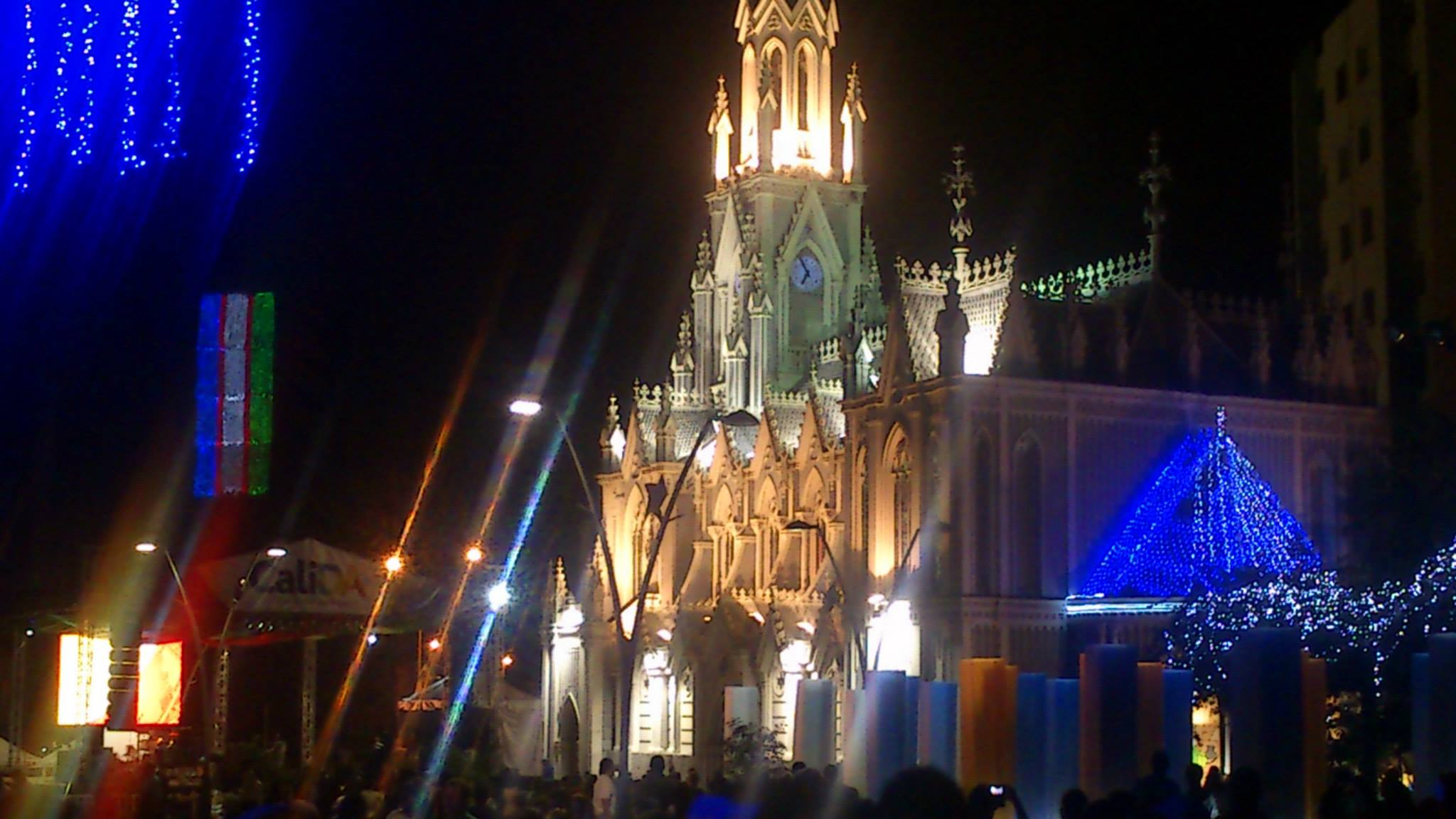
Kivilágítva
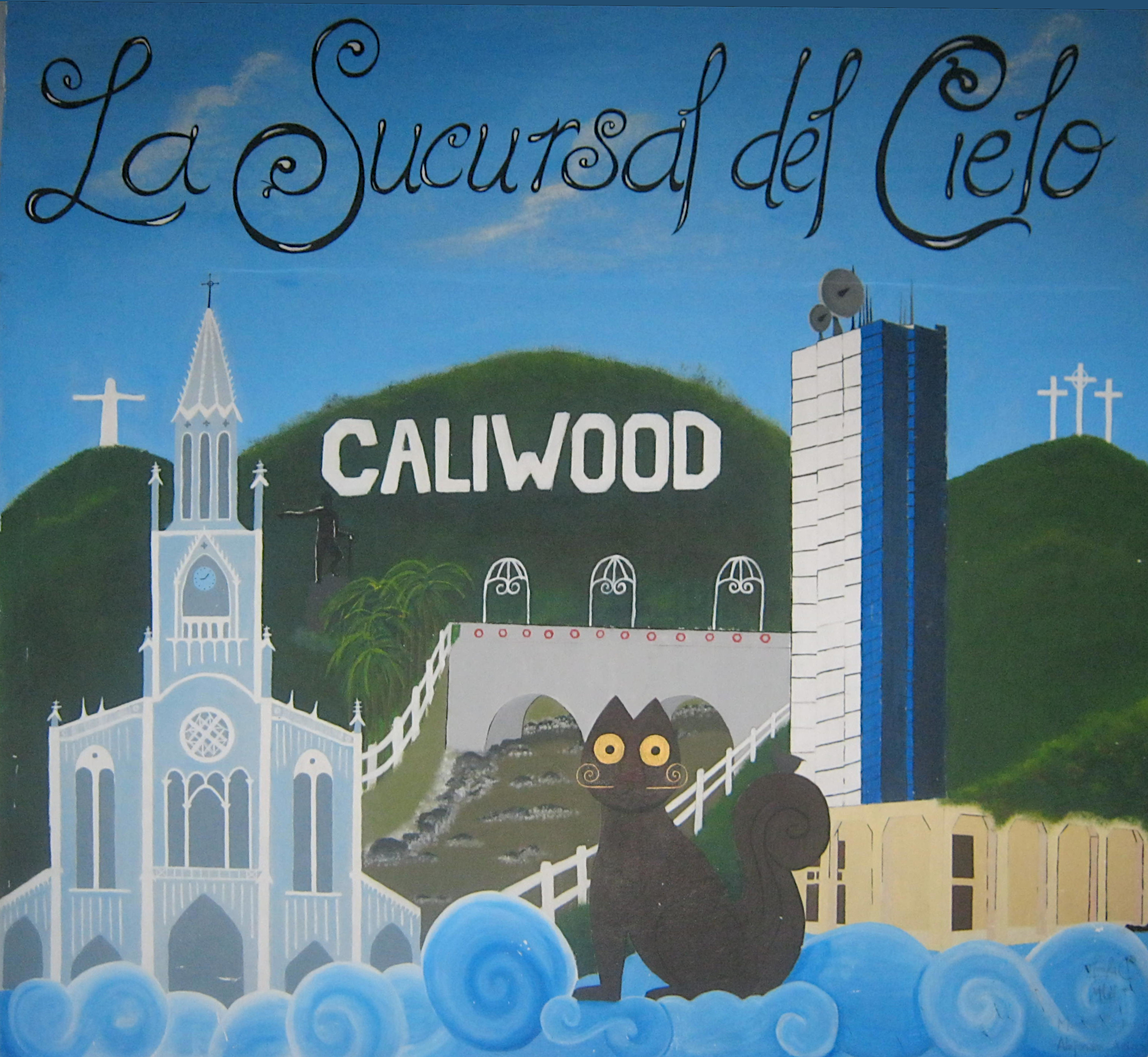
A város nevezetességei között egy falfestményen